# Cité d'Angoulême
La cité d'Angoulême est une voie du 11e arrondissement de Paris, en France.

## Situation et accès
La cité d'Angoulême est une voie publique située dans le 11e arrondissement de Paris. Elle débute au 66, rue Jean-Pierre-Timbaud et se termine en impasse.

## Origine du nom
Le nom de la cité fait référence au duc d'Angoulême, Louis Antoine d'Artois, grand prieur du Temple et de France.

## Historique
Cette voie est créée en 1849 sous sa dénomination actuelle.